# Кашпуры
Кашпуры (укр. Кашпури) — село,
Перекрестовский сельский совет,
Роменский район,
Сумская область,
Украина.
Код КОАТУУ — 5924187104. Население по переписи 2001 года составляло 538 человек .

## Географическое положение
Село Кашпуры находится на одном из истоков реки Липовка.
На реке большие запруды.
На расстоянии в 1 км расположены сёла Кузьменково и Зюзюки.
Рядом проходит автомобильная дорога Т-1913.

## Экономика
- «Искра», опытное хозяйство Сумского института агропромышленного производства УААН.

## Объекты социальной сферы
- Детский сад.
- Школа I-II ст.
- Фельдшерско-акушерский пункт.